# Milejszeg, Zala
Milejszeg  este un sat în districtul Zalaegerszeg, județul Zala, Ungaria, având o populație de 319 locuitori (2011). 

## Demografie
Componența etnică a satului Milejszeg
     Maghiari (96,55%)
     Romi (2,41%)
     Necunoscut (1,03%)
     Alții (1,03%)
Componența confesională a satului Milejszeg
     Romano-catolici (63,01%)
     Reformați (12,23%)
     Fără religie (6,58%)
     Necunoscută (18,18%)
Conform recensământului din 2011, satul Milejszeg avea 319 locuitori. Din punct de vedere etnic, majoritatea locuitorilor (96,55%) erau maghiari, cu o minoritate de romi (2,41%). Apartenența etnică nu este cunoscută în cazul a 1,03% din locuitori.  Din punct de vedere confesional, majoritatea locuitorilor (63,01%) erau romano-catolici, existând și minorități de reformați (12,23%) și persoane fără religie (6,58%). Pentru 18,18% din locuitori nu este cunoscută apartenența confesională.